# 花园区 (新奥尔良)
花园区（Garden District）是新奥尔良的一个分区，北到圣查尔斯大道，东到第一街，南到弹药库街（Magazine Street），西到托莱达诺街。国家历史地标区延伸稍远一点。该区最初开发于1832年到1900年之间。这可能是美国保存最完好的南部历史豪宅群。19世纪花园区见证了那个时代的繁荣富裕。
1971年6月21日，花园区列入國家史蹟名錄。